# Dendrotriton
Dendrotriton – rodzaj płazów ogoniastych z podrodziny Hemidactyliinae w rodzinie bezpłucnikowatych (Plethodontidae).

## Zasięg występowania
Rodzaj obejmuje gatunki występujące w południowo-zachodnim stanie Chiapas w Meksyku do Hondurasu.

## Systematyka

### Etymologia
Dendrotriton: gr. δενδρον dendron „drzewo”; τρίτων tritōn „traszka, salamandra”.

### Podział systematyczny
Do rodzaju należą następujące gatunki:
- Dendrotriton bromeliacius (Schmidt, 1936)
- Dendrotriton chujorum Campbell, Smith, Streicher, Acevedo & Brodie, 2010
- Dendrotriton cuchumatanus (Lynch & Wake, 1975)
- Dendrotriton kekchiorum Campbell, Smith, Streicher, Acevedo & Brodie, 2010
- Dendrotriton megarhinus (Rabb, 1960)
- Dendrotriton rabbi (Lynch & Wake, 1975)
- Dendrotriton sanctibarbarus (McCranie & Wilson, 1997)
- Dendrotriton xolocalcae (Taylor, 1941)